# Облога Ериксу
Облога Ериксу — епізод бойових дій греко-карфагенської війни, котрий стався у 277 р. до н. е. під час походу Пірра на захід Сицилії.

## Хроніка подій
У 278 р. до н. е. сиракузяни, яких узяло в облогу військо Карфагену, закликали на допомогу епірського царя Пірра. Останній, котрий якраз вів війну з римлянами на півдні Апеннінського півострова, прибув на Сицилію та визволив Сиракузи з облоги. Зібравши під своєю владою правителів грецької частини острова, Пірр у 277 р. до н. е. виступив у похід проти карфагенських володінь у західній Сицилії. З собою він вів велике військо — 30 тисяч піхотинців та 1,5 (за Юстином — 2,5) тисячі вершників. Також він мав слонів, облогові машини і велику кількість метальних пристроїв.
Підбивши міста на південному узбережжі та перетнувши внутрішні райони елімів, військо Пірра вийшло до Ерикса (наразі Ериче), що на західному завершенні острова за кілька кілометрів на північний схід від Дрепанума. В Ериксі перебувала велика карфагенська залога, до того ж, це місто займало вигідну позицію на горі. Тому, незважаючи на активне застосування нападниками спеціальних машин, важка боротьба за Ерикс точилася тривалий час.
В якийсь момент Пірр вирішив особисто очолити штурм, давши перед тим обітницю в разі успіху заснувати ігри на честь Геракла та принести належні жертви. Після обстрілу стрілами приставили драбини і епірський цар першим зійшов на мури. У важкій сутичці він перебив чимало карфагенян та протримався достатньо, щоб на мури піднялись його соратники, що й вирішило долю битви.
Залишивши у Ериксі залогу, Пірр рушив далі проти карфагенських міст на північному узбережжі.